# Свенска Серієн (футбол)
Свенска Серієн (швед. Svenska Serien) — футбольні змагання в Швеції. Турнір проводився в 1910–1924 роках. Фактично був вищою футбольною лігою у Швеції. Однак переможець не отримував звання чемпіона, яке розігрувалося у турнірі Свенска Местерскапет, що проводився за кубковою системою. Від 1924 року наступником Свенска Серієн стала Аллсвенскан. Переможці Аллсвенскан стали офіційно визначатися чемпіонами Швеції з 1931 року.
Участь у змаганнях брало від 5 до 12 клубів, які проводили між собою по дві зустрічі.

## Призери Свенска Серієн
| Сезон   | 1-е місце        | 2-е місце     | 3-є місце     |
| ------- | ---------------- | ------------- | ------------- |
| 1910    | «Ергрюте» ІС (1) | AIK Стокгольм | ІФК Гетеборг  |
| 1911–12 | «Ергрюте» ІС (2) | «Юргорден» ІФ | ІФК Гетеборг  |
| 1912–13 | ІФК Гетеборг (1) | «Ергрюте» ІС  | AIK Стокгольм |
| 1913–14 | ІФК Гетеборг (2) | «Ергрюте» ІС  | «Юргорден» ІФ |
| 1914–15 | ІФК Гетеборг (3) | AIK Стокгольм | «Ергрюте» ІС  |
| 1915–16 | ІФК Гетеборг (4) | AIK Стокгольм | «Ергрюте» ІС  |
| 1916–17 | ІФК Гетеборг (5) | «Ергрюте» ІС  | AIK Стокгольм |
| 1920–21 | «Ергрюте» ІС (3) | ГАІС          | «Гаммарбю» ІФ |
| 1922–23 | ГАІС (1)         | AIK Стокгольм | —             |
| 1923–24 | «Ергрюте» ІС (4) | AIK Стокгольм | —             |

## Переможці Свенска Серієн
| Кількість перемог | Клуб                    |
| ----------------- | ----------------------- |
| 5                 | ІФК Гетеборг            |
| 4                 | «Ергрюте» ІС (Гетеборг) |
| 1                 | ГАІС Гетеборг           |